# Zajizd (obwód czernihowski)
Zajizd (ukr. Заїзд) – wieś na Ukrainie, w obwodzie czernihowskim, w rejonie pryłuckim, w hromadzie Suchopołowa. W 2019 liczyła 1036 mieszkańców.